# スピリット・オブ・ガンバレ世界無差別級王座
スピリット・オブ・ガンバレ世界無差別級王座（スピリット・オブ・ガンバレせかいむさべつきゅうおうざ）は、ガンバレ☆プロレスが管理、認定している王座。

## 歴史
2021年11月23日、ガンバレ☆プロレス成増アクトホール大会で開催された「ガンバレ☆クライマックス」に優勝した高岩竜一が初代王者になった。

## 歴代王者
| 歴代  | 選手                   | 戴冠回数 | 防衛回数 | 獲得日付       | 獲得場所 （対戦相手・その他） |
| ----- | ---------------------- | -------- | -------- | -------------- | ----------------------------- |
| 初代  | 高岩竜一               | 1        | 3        | 2021年11月23日 | 成増アクトホール 今成夢人     |
| 第2代 | 今成夢人               | 1        | 2        | 2022年5月3日   | 後楽園ホール                  |
| 第3代 | ハートリー・ジャクソン | 1        | 2        | 2022年9月3日   | 成増アクトホール              |
| 第4代 | 渡瀬瑞基               | 1        | 4        | 2022年12月27日 | 後楽園ホール                  |
| 第5代 | 木高イサミ             | 1        | 4        | 2023年7月9日   | 大田区総合体育館              |
| 第6代 | 勝村周一朗             | 1        | 2        | 2023年12月27日 | 後楽園ホール                  |
| 第7代 | 石井慧介               | 1        | 4        | 2024年4月27日  | 北沢タウンホール              |
| 第8代 | 今成夢人               | 2        | 2        | 2024年12月27日 | 新宿FACE                      |

## 主な記録
- 最多連続防衛回数 : 4回 - 渡瀬瑞基（第4代）、木高イサミ（第5代）、石井慧介（第7代）
- 最多通算防衛回数 : 4回 - 渡瀬瑞基（第4代）、木高イサミ（第5代）、石井慧介（第7代）、今成夢人（第8代）
- 最年少戴冠記録 : 31歳10ヶ月 - 渡瀬瑞基（第4代）
- 最年長戴冠記録 : 49歳4ヶ月 - 高岩竜一（初代）